# Ximen Nao och hans sju liv
Ximen Nao och hans sju liv (kinesiska: 生死疲劳, Shengsi pilao) är en roman från 2006 av den kinesiske författaren Mo Yan. Handlingen följer en godsägare som slås ihjäl och återföds som olika djur under ett halvt århundrade. Boken utspelar sig i provinsen Shandong och skildrar samhällets förändringar från det kommunistiska maktövertagandet 1949 fram till millennieskiftet. Enligt författaren skrevs hela boken på 43 dagar, även om han planerat den mycket länge.
Boken mottog Drömmar om röda gemak-priset i Hongkong 2008 och 2009 års Newman-pris för kinesisk litteratur från University of Oklahoma. Den har översatts till svenska av Anna Gustafsson Chen och gavs ut 2012 genom Bokförlaget Tranan.

## Tillkomst
Enligt Mo Yan fick han de första idéerna till vad som skulle bli Ximen Nao och hans sju liv när han var sju eller åtta år gammal. Han planerade sedan boken under en mycket lång tid. När han väl skrev den tog den bara 43 dagar att skriva, med sammanlagt 450 000 tecken. Boken skrevs i augusti 2005 på landet utanför Peking, där författaren inte kunde nås med telefon och sov mycket lite under arbetet. Som influenser till boken har Mo Yan bland annat nämnt Pu Songlings spökhistoriesamling Liaozhai zhiyi från 1600-talet och rövarromanen Berättelser från träskmarkerna från Yuandynastin.

## Handling
Huvudpersonen, Ximen Nao, är en välvillig och ädel landägare i Gaomi härad i Shandong. Även om bönderna i häradet uppskattar hans snällhet och välvilja blir han ett offer för Mao Zedongs landreformer 1948 och avrättas så att hans land kan omfördelas.
När han efter döden finner sig själv vara i den undre världen, där dödsguden torterar honom för att få fram ett erkännande av skuld. Nao vidhåller dock sin oskuld och som straff blir han återuppstånden i form av en åsna, i sin by den 1 januari 1950. Under romanens gång återföds han som åsna, oxe, gris, hund och apa innan han slutligen återföds som en människa. Genom de olika djurens perspektiv upplever huvudpersonen de politiska rörelser som rörde om Kina under kommunistpartiets styre, såsom den kulturella revolutionen och den stora svälten, fram tills romanens slut på nyårsafton år 2000. Författaren refererar genom hela romanen till sig själv och introducerar i romanens slut sig själv som en av dess huvudkaraktärer.

## Mottagande
Monika Tunbäck-Hanson skrev i Göteborgs-Posten: "Romanen är tjock (632 sidor), brett upplagd – den är till dels socialrealistisk, till dels en skröna, en burlesk, grym roman, fylld av humor – och i sitt bildspråk ibland lysande som finaste poesi. [Författarens] skildringar av ohejdbar kärlek och djupaste sorg griper. Saga och fiktion, fantasi, magi och naken, brutal verklighet: allt samtidigt." Tunbäck-Hanson skrev också: "Berättelserna spretar i så många riktningar och jag önskar att Mo Yan hade stramat åt och sovrat. Men längs tre fjärdedelar av den långa vägen följer jag gärna hans vindlande vandring fram till år 2000." Göran Sommardal recenserade boken för Sveriges Radio, och jämförde den med Hundra år av ensamhet av Gabriel García Márquez, och skrev: "Den är inte tillräckligt strängt sammanhållen och komponerad för att bli en Garcia Marques-roman, som Mo Yan kanske avsett. ... Och berättelsen är å andra sidan inte tillräckligt lös sammanfogad, i en struktur där de olika bitarna ges möjlighet att glida omkring, och där i stället läsaren får pussla. ... Men en sugande historia bjuder författaren på likafullt."